# Dersagau

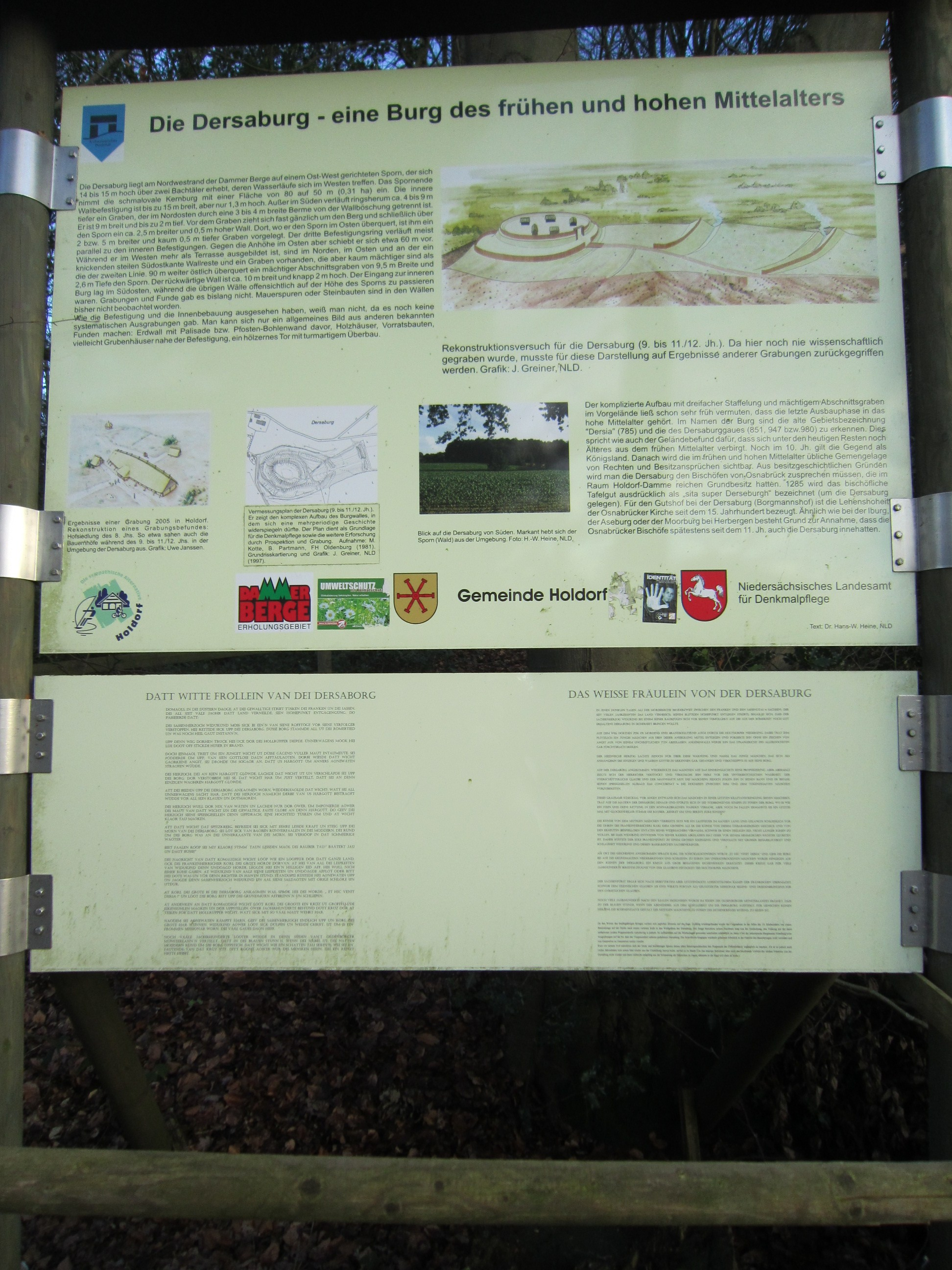
Informationstafel an der Dersaburg

Der Dersagau war ein mittelalterlicher sächsischer (westfälischer) Gau, der sich in Nord-Süd-Richtung von Vechta bis Hunteburg und in West-Ost-Richtung von Bersenbrück bis zur Diepholzer Moorniederung erstreckte. Er liegt zwischen dem Hasetal und der Hunteniederung und umfasst im Wesentlichen die Mitte und den Süden des heutigen Landkreises Vechta in Niedersachsen. Von Carl Heinrich Nieberding und Franz Böcker wird der Dersagau konsequent nach der Dersaburg, einer ehemaligen Burg an der Grenze zwischen Holdorf und Damme, als Gau Dersaburg bezeichnet.
Um 790 wurde im Gebiet des heutigen Damme eine Missionsstation für den Gau gegründet. Dass aber die Dammer Urpfarre je den gesamten Dersagau bis hinauf zum Vechtaer Moor umfasste, ist unwahrscheinlich. Möglicherweise sind die Visbeker Mönche unter Abt Gerbert Castus stellenweise in den Dersagau vorgedrungen und haben die Kirche in Lohne gegründet. Es ist unbestritten, dass in Lohne wie in Damme die ältesten und lange Zeit auch die einzigen Kirchen des Dersagaus standen.
Im Jahre 980 war Bernhard Gaugraf auf der Ferdinandsburg (Dinklager Urburg). Aus dem Dersagau gingen die Grafen von Calvelage hervor, die sich seit Mitte des 12. Jahrhunderts Grafen von Ravensberg nannten. Sie erbauten an der Nordgrenze des Gaus die Burg Vechta.
Nördlich des Dersagaus lag der Lerigau; vom Nordwesten her wurde der Dersagau vom Hasegau umschlossen.